# Richard Bellman
Richard Ernest Bellman, född 26 augusti 1920, död 19 mars 1984, var en amerikansk matematiker, känd för uppfinnandet av dynamisk programmering 1953, men även för andra bidrag till matematiken.
Bellman fick 1979 IEEE Medal of Honor "For contributions to decision processes and control system theory, particularly the creation and application of dynamic programming".

## Kända resultat
Bland Bellmans mest kända resultat kan nämnas Bellmanekvationer, som är ett nödvändigt krav för optimalitet förknippad med dynamisk programmering. 
Bellman har även gett namn åt Bellman-Ford-algoritmen, som är en algoritm för att hitta den kortaste vägen i en viktad graf. Dijkstras algoritm gör samma sak med lägre tidskomplexitet, men har kravet att vikterna är positiva, något som Bellman-Ford-algoritmen inte kräver.